# Núcleo Museológico de Cachopo
O Núcleo Museológico de Cachopo é um museu instalado num edifício histórico, na aldeia de Cachopo, no concelho de Tavira, em Portugal.

## Descrição e história
O núcleo museológico de Cachopo tem funções etnográficas, servindo principalmente para divulgar o ambiente tradicional da serra algarvia, través da exposição da cultura e dos costumes locais de Cachopo. Está igualmente ligado a um programa da Comissão de Coordenação e Desenvolvimento Regional do Algarve para a recuperação dos palheiros, edifícios tradicionais no interior algarvio. Funciona como um pólo do Museu Municipal de Tavira, sendo gerido em conjunto com o Centro Paroquial de Cachopo.
O núcleo museológico foi inaugurado em 30 de Julho de 2000. Foi instalado numa antiga casa de cantoneiros da Junta Autónoma de Estradas, construída na primeira metade do século XX, que se destaca pela presença de vários elementos típicos da recriação de um ambiente tradicional português, como o beiral, o frontão e painéis de azulejos.